# Jean-Joseph Sanfourche
Jean-Joseph Sanfourche, eller bare Sanfourche (født 25. juni 1929 i Bordeaux, død 13. marts 2010 i Saint-Léonard-de-Noblat) er en fransk maler, digter, tegner og billedhugger. 
Han praktiserede art brut og var ven af Gaston Chaissac, Jean Dubuffet, Robert Doisneau, med hvem han opretholdt en korrespondance.